# 舟岡昭浩
舟岡 昭浩（ふなおか あきひろ、本名：舟岡 昭博〈読み同じ〉、1975年10月14日 - ）は、日本の元お笑い芸人。滋賀県八日市市（現：東近江市）出身。血液型はA型。身長166cm。所属事務所は吉本興業（デビュー当初は松竹芸能に所属していた）。

## 人物
1995年に松竹芸能入りし、芸人デビューする。「ラブミーテンダー」「レイカーズ」などで活躍し、びわ湖放送の「びわ湖カンパニー」にもレギュラーで出演していた。2003年には、第3回M-1グランプリ準決勝に進出した（「レイカーズ」時代）。2006年以降は吉本興業に所属し、元騎兵隊の柳瀬たかおとコンビを組み、ザ・やなせふなおかとして活動。いずれのコンビでもツッコミを担当していた。
「ラブミーテンダー」時代の相方である西井隆詞（現：ラジバンダリ西井）はラインバックを経て、ダブルダッチを組み、「レイカーズ」時代の相方である森美剛（後の森よしたか、1974年7月7日 - ）はピン芸人として活動（現在は引退）。
嫌いな食べ物は椎茸、きゅうりである。
ザ・やなせふなおか解散後は芸人を引退し、滋賀県内の一般企業に就職した。

## 出演

### テレビ
- 爆笑オンエアバトル（NHK）※ラブミーテンダー、レイカーズとして
- 乗ってけ!北野誠タクシー（関西テレビ） - レギュラー ※ラブミーテンダーとして
- コンビニTV TKOのおきて（KBS京都）※ラブミーテンダーとして
- おうみ発610（NHK） - レギュラー ※レイカーズとして
- イカロスの翼（関西テレビ） - レギュラー ※レイカーズとして
- 笑いの超新星（読売テレビ）※レイカーズとして
- 芸人が飛ぶ～サーカス挑戦一か月～（毎日放送）※レイカーズとして
- 水着でカシャ（サンテレビ） - レギュラー ※レイカーズとして
- フリキン自由王国（びわ湖放送）※レイカーズとして
- We Love Biwako（びわ湖放送）※レイカーズとして
- 勇さんのびわ湖カンパニー（びわ湖放送） - レギュラー ※レイカーズとして
- 爆連街道777 - レギュラー ※レイカーズとして
- わらいのちから - レギュラー ※レイカーズとして

### ラジオ
- これが漫才だ（ラジオ大阪）※ラブミーテンダー、レイカーズとして
- ありがとう浜村淳です（MBSラジオ）※ラブミーテンダーとして
- 舟岡昭浩のきんぱち!（エフエムひこね）
- RUNNING☆HIGH（BIWA WAVE）
- SOUND WAVE（BIWA WAVE）
- CLUB PEACE PRIVATE LOUNGE（BIWA WAVE）
- ラジオよしもと むっちゃ元気スーパー!（ラジオ大阪）※ザ・やなせふなおかとして

### CM
- 電気のダイナマイト ※ラブミーテンダーとして

### DVD
- 難波金融伝・ミナミの帝王28 ～恐喝のサイト～ ※レイカーズとして
- 実録・東組抗争史 ～閻魔の微笑～ ※レイカーズとして

## 賞レース成績
- 2003 M-1グランプリ[1]（準決勝進出）※レイカーズとして